# Ko Leenhouts
Jacobus Abraham (Ko) Leenhouts (Zuidzande, 7 mei 1911 – Oostburg, 23 december 1981) was een Nederlands burgemeester.
Hij werd in het westen van Zeeuws-Vlaanderen geboren als boerenzoon. Leenhouts was gemeente-ontvanger te Schoondijke voor hij in juni 1937 beëdigd werd als gemeentesecretaris van Cadzand en midden 1946 volgde zijn benoeming tot burgemeester van de gemeenten Cadzand en Retranchement. In 1967 werd hij daarnaast waarnemend burgemeester van Nieuwvliet. Bij de Zeeuwse gemeentelijke herindeling in april 1970 werd Retranchement toegevoegd aan de gemeente Sluis terwijl Cadzand en Nieuwvliet opgingen in Oostburg waarmee na bijna 24 jaar een einde kwam aan zijn burgemeesterschap. Leenhouts overleed eind 1981 op 70-jarige leeftijd.